# ام‌وی هیبرنیا (۱۹۴۹)
ام‌وی هیبرنیا (۱۹۴۹) (به انگلیسی: MV Hibernia (1949)) یک کشتی بود که طول آن ۳۷۹٫۵ فوت (۱۱۵٫۷ متر) بود. این کشتی در سال ۱۹۴۹ ساخته شد.